# José Maria O'Neill
José Maria O'Neill ( Setúbal, São Sebastião ou Santa Maria da Graça, 14 de abril de 1788 -?), era o chefe titular de um ramo da dinastia Clanaboy O'Neill, cuja família está em Portugal desde o século XVIII. 

## Vida
Ele era o filho primogênito do chefe titular anterior Carlos O'Neill e de sua esposa Ana João Torlades.
José Maria O'Neill foi Administrador Principal da Casa Comercial Torlades, Cônsul-Geral da Dinamarca, Bélgica e Grécia em Lisboa, Capitalista, Comendador da Ordem de Cristo e Comendador da Real Ordem de Nossa Senhora da Conceição de Vila Viçosa, etc., que recebeu também D. Maria II de Portugal e D. Fernando II de Portugal na sua Casa sita na Quinta das Machadas, nos limites da cidade de Setúbal, etc.   

## Casamento e descendência
Casou-se em Lisboa, em São Paulo, a 11 de dezembro de 1824, legitimando assim os filhos já nascidos, com Ludovina de Jesus Alves Solano ( Évora, São Mamede, 1790 - 22 de dezembro de 1856), filha de António Alves Miguéis e esposa Inácia Solano, de ascendência Castelhana, e teve dez filhos:
- José Carlos O'Neill (Lisboa, Encarnação, 1 de agosto de 1815 (registado em 1825) – Lisboa, Encarnação, 21 de junho de 1887)
- Carlota O'Neill (Lisboa, Encarnação, 25 de agosto de 1816 (registada em 1825) -?), casou-se em Lisboa, São Sebastião da Pedreira (registada Lisboa, Encarnação), a 3 de Outubro de 1836 como primeira mulher do seu primo-irmão Guilherme O'Neill de Roure ( Paris, São Vicente de Paula ? – ? ), filho de Guilherme de Roure e mulher Carlota O'Neill, e teve descendência
- Jorge Torlades O'Neill I (Lisboa, Encarnação, 15 de Dezembro de 1817 (registado em 1825) - 18 de Novembro de 1890)
- Ana O'Neill ( Lisboa, Encarnação, 11 de Março de 1819 (registada em 1825) -?), casou-se em Lisboa, Encarnação, a 8 de Outubro de 1842 com dom Antonio Vinent y Vives ( Menorca, Mahón - ?), 1º Marquês de Vinent, em Espanha ( Decreto de 15 de junho de 1868), Senador do Reino, etc., filho de dom José Vinent e esposa doña Juana María Vives, e teve descendência
- Carlos Torlades O'Neill (30 de abril de 1820 ( Baptizado em Lisboa, São Paulo a 13 de maio de 1822) - ?), casou em Lisboa, Encarnação, 4 de Novembro de 1845 com Adelaide Carolina Custance (Lisboa, Santiago, 15 de Setembro de 1821 - ?), filha de Thomas Parsons Custance, súbdito inglês (casado por segunda vez com com a sua tia Ludovina Cecília O'Neill), e primeira mulher Antónia Eugénia Barbosa de Brito, e teve três filhos:
  - Carlos Tomás O'Neill (Lisboa, Encarnação, 6 de Dezembro de 1846 - ?), casou-se em 1873 com Maria Carlota Pereira de Eça Infante de Lacerda (Lisboa, 15 de julho de 1852 - Lisboa, 1921), filha de José António Pereira de Eça [5] e mulher Maria da Conceição Infante de Lacerda, [6] e tiveram dois crianças:
    - Maria da Conceição Infante de Lacerda Pereira de Eça Custance O'Neill (19 de novembro de 1873 - 23 de março de 1932)
    - Carlos Torlades O'Neill (Lisboa, São Mamede, 13 de Dezembro de 1874 - Lisboa, Encarnação, 30 de Julho de 1960), Comerciante em Lisboa, onde viveu solteiro, Administrador de Empresas, Vogal do Conselho de Administração da Companhia de Seguros Previdente, casado com Laura Moreira, sem problema

  - Adelaide O'Neill (? - termo de Setúbal, sua Quinta dos Bonecos, 14 de Novembro de 1865), solteira e sem descendência
  - Ethelinda O'Neill, solteira e sem descendência
- Ludovina Cecília O'Neill (Lisboa, São Paulo, 8 de março de 1822 - 7 de fevereiro de 1874), casou-se primeiro em Lisboa, Encarnação, 19 de outubro de 1843 como sua segunda esposa Thomas Custance (c. 1800 - c. 1855), filho de Thomas Parsons Custance, súbdito inglês, protestante, e esposa Antónia Eugénia Barbosa de Brito, sem descendência, casada segunda vez Lisboa, Santa Maria de Belém, 9 de maio de 1855 Dom Caetano Maria José Baltasar de Paula de Portugal e Castro (Lisboa, São José, 22 de setembro de 1824 - Moita, Alhos Vedros, São Lourenço, 30 de maio de 1893), filho de D. José Bernardino de Portugal e Castro, 5º Marquês de Valença, 12º Conde de Vimioso, 27º Primeiro Ministro de Portugal, e esposa Dona Maria José de Almeida de Noronha, [7] e teve decendência de quatro filhos
- Henrique O'Neill, 1.º Visconde de Santa Mónica (Lisboa, 3 de agosto de 1823 – Lisboa, 6 de novembro de 1889)
- Joaquim Torlades O'Neill (Lisboa, Mercês, 16 de maio de 1826 – ? )
- Maria da Glória O'Neill (Lisboa, Mercês, 1 de Setembro de 1828 - 21 de Junho de 1884), casada em Lisboa, Encarnação, a 9 de Setembro de 1848 com o seu primo João de Sampaio de Roure ( Hampstead, Londres, 16 de Janeiro de 1822 - 12 de Outubro de 1880), filho de João Pedro de Roure e da mulher Maria João O'Neill, e teve descendência
- Eduardo Torlades O'Neill (Lisboa, Mercês, 10 de dezembro de 1829 - 9 de junho de 1876), casado com sua prima Efigénia Carolina Caffary (ou Caffre) (? - 3 de janeiro de 1896), filha de Patrício João Caffary (ou Caffre) e esposa Maria Salomé O'Neill, e teve cinco filhos:
  - Ida O'Neill, casou-se com seu primo em primeiro grau Roberto O'Neill de Roure (? - 18 de janeiro de 1902), filho de João de Sampaio de Roure e esposa e prima em primeiro grau Maria da Glória O'Neill, e teve descendência
  - Constantino O'Neill, solteiro e sem descendência
  - Alice O'Neill (? - 27 de setembro de 1878), solteira e sem descendência
  - Beatriz O'Neill (? - 3 de agosto de 1871), solteira e sem descendência
  - Branca O'Neill (? - 17 de junho de 1858), solteira e sem descendência
- Valentina O'Neill (Lisboa, Encarnação, 23 de setembro de 1834 - ?), solteiro e sem descendência
- Guilherme Torlades O'Neill (Lisboa, Mercês, 10 de agosto de 1830 - 7 de julho de 1886), casado com Augusta Vicentina de Almeida e Mello (? - 3 de maio de 1884), filha de Jorge Octávio de Almeida Holtreman e esposa Thereza de Mello Fayo, e teve uma criança:
  - Pompeu de Almeida O'Neill (? - 14 de março de 1909), casou-se com Francisca Guilhermina de Almeida, e teve descendência (no Brasil ).